# Retaliera
Retaliera (från franska att återgälda på samma sätt) innebär inom handelspolitik en motaktion när tullar eller andra importrestriktioner som införts av en annan stat. Motaktionen är då att införa liknande restriktioner riktade mot motparten.